# Signed, Sealed & Delivered (album van Stevie Wonder)
Signed, Sealed & Delivered is het dertiende studioalbum van Stevie Wonder. Het werd op 7 augustus 1970 door Tamla Records (Motown) uitgebracht. Hij bereikte met dit album de vijfentwintigste plaats in de Amerikaanse hitlijst. Hoewel hij maar bij vijf nummers als (co-)producent betrokken was, werd op de hoes vermeld dat Wonder alle muzikale productie voor zijn rekening had genomen.
Vier van de nummers werden tevens als single uitgebracht, achtereenvolgens: "Never Had a Dream Come True", het met zijn moeder (Lula Mae Hardaway) en zijn toekomstige vrouw (Syreeta Wright) geschreven "Signed, Sealed, Delivered I'm Yours", het protestliedje "Heaven Help Us All" en de Beatles-cover "We Can Work It Out".

## Tracklist
| Nr. | Titel                               | Schrijver(s)                                           | Duur |
| --- | ----------------------------------- | ------------------------------------------------------ | ---- |
| 1.  | Never Had a Dream Come True         | Wonder, Henry Cosby, Sylvia Moy                        | 2:59 |
| 2.  | We Can Work It Out                  | Lennon-McCartney                                       | 3:05 |
| 3.  | Signed, Sealed, Delivered I'm Yours | Lee Garrett, Lula Mae Hardaway, Wonder, Syreeta Wright | 2:46 |
| 4.  | Heaven Help Us All                  | Ron Miller                                             | 2:50 |
| 5.  | You Can't Judge a Book by Its Cover | Cosby, Pam Sawyer, Wonder                              | 2:32 |
| 6.  | Sugar                               | Don Hunter, Wonder                                     | 2:51 |

| 1.                 | Don't Wonder Why                | Leonard Caston                       | 4:45 |
| 2.                 | Anything You Want Me to Do      | Hunter, Hardaway, Paul Riser, Wonder | 2:24 |
| 3.                 | I Can't Let My Heaven Walk Away | Joe Hinton, Sawyer                   | 2:50 |
| 4.                 | Joy (Takes Over Me)             | Duke Browner                         | 2:25 |
| 5.                 | I Gotta Have a Song             | Hunter, Hardaway, Riser, Wonder      | 2:32 |
| 6.                 | Something to Say                | Hunter, Wonder                       | 3:15 |
| Totale duur: 35:30 |                                 |                                      |      |